# Foro para la Democracia
Foro para la Democracia (FvD) es un partido político euroescéptico, conservador y populista de derecha de los Países Bajos. Fue fundado inicialmente como un think tank por Thierry Baudet y Henk Otten en 2016. El partido participó por primera vez en las elecciones generales de 2017, en las que ganó dos escaños en la Cámara de Representantes. En las elecciones generales de 2021 ha conseguido sus mejores resultados hasta el momento.

## Historia
El FvD se estableció como un think tank cuya principal hazaña fue hacer campaña por el ‹‹No» en el referéndum en los Países Bajos sobre el Acuerdo de Asociación entre Ucrania y la Unión Europea.
En septiembre de 2016, se convirtió en partido político y anunció su intención de participar en las elecciones generales de 2017, donde terminó con el 1,8 % de los votos y 2 escaños, ingresando al parlamento, por primera vez. En febrero de 2019, el FvD tenía casi 31 000 miembros. La mayor parte de los candidatos parlamentarios nominados por el Foro no tenían experiencia activa previa en otros partidos políticos.
En febrero de 2018, el partido sufrió problemas internos con varios miembros prominentes que abandonaron el partido porque sentían que el partido carecía de democracia interna.
En las elecciones municipales de 2018, el FvD ganó tres escaños en el consejo de la ciudad de Ámsterdam. 
Durante las elecciones provinciales de 2019, el Foro para la Democracia obtuvo 86 escaños, distribuidos en las doce provincias de los Países Bajos. En Holanda Meridional, Holanda Septentrional y Flevoland, FvD se convirtió en el partido más grande, ganando 11, 9 y 8 escaños respectivamente. En todas las demás provincias, el partido quedó segundo o tercero en términos de número de votos. El FvD no se presentó en Rotterdam, sino que apoyó al partido Livable Rotterdam.
El 30 de abril de 2020, el partido formó una coalición con Llamada Demócrata Cristiana (CDA, por sus siglas en neerlandés) en la provincia de Brabante Septentrional, la primera vez que el partido ingresó formalmente en la administración de una autoridad regional. En 2020, el exdiputado del VVD Wybren van Haga desertó del partido.
En abril de 2020, el partido se dividió luego de una serie de controversias relacionadas con miembros del liderazgo del ala juvenil del FvD que hicieron comentarios que se consideraron racistas, homofóbicos y o apologética del régimen nazi. Baudet también fue acusado de respaldar conspiraciones antisemitas, algo que negó. La oficina del FvD dijo que se había distanciado "inequívocamente" y "hasta nuevo aviso" de la sección juvenil del partido, que ya no está reconocida oficialmente. Esto llevó a que Baudet fuera destituido como líder de FvD y él renunció temporalmente. En diciembre de 2020, se anunció que Baudet había regresado como líder del partido y llevaría al FvD a las elecciones generales holandesas de 2021.

## Ideología y posiciones políticas
El FvD ha sido descrito ideológicamente como conservador nacional, conservador-liberal, euroescéptico y populista de derecha. En su plataforma oficial, el FvD se declara un movimiento en lugar de un partido con un enfoque en la protección de la soberanía, la identidad y la propiedad cultural e intelectual neerlandesa. El partido también quiere políticas de inmigración más estrictas y se opone a la Unión Europea. El periódico holandés Het Financieele Dagblad ha descrito que el FvD contiene varias facciones, incluidos miembros que simpatizan con las ideas conservadoras y libertarias. Inicialmente, el partido se centró en obtener el apoyo de los antiguos votantes del Partido Popular por la Libertad y la Democracia que sentían que el VVD se había vuelto demasiado blando en las áreas políticas de la Unión Europea y la inmigración, pero vieron al Partido Popular por la Libertad y la Democracia muy unido, y trataron de reclutar candidatos que provenían de antecedentes profesionales más que políticos. El FvD ha sido acusado de cultivar popularidad entre el movimiento de la derecha alternativa, aunque el partido no se identifica como tal.

### Economía
FvD es un partido liberal conservador y como tal apoya el liberalismo económico. El partido es un defensor de la introducción de un alto nivel libre de impuestos para todos, la abolición de los impuestos sobre donaciones y herencias y una simplificación radical de los tramos impositivos. El partido es un defensor de cambios drásticos en la educación primaria y secundaria, centrándose en las evaluaciones de desempeño de los maestros. Quiere expandir las fuerzas armadas, expandir el Cuerpo de Reserva Nacional y revertir los recortes presupuestarios de defensa.

### Reforma electoral
Uno de los principales problemas contra los que hace campaña el partido es la percepción de la existencia de un "cartel del partido" en el que los principales partidos gobernantes del país se dividen el poder entre sí y trabajan por los mismos objetivos a pesar de afirmar ser competidores. El partido promete democracia directa mediante  referendos así como alcaldes elegidos directamente y un Primer Ministro de los Países Bajos elegido directamente. El partido también está a favor de que el gobierno esté formado por expertos apolíticos en sus respectivos campos ("tecnocracia") y altos funcionarios públicos que tengan que volver a postularse para sus puestos cada vez que se forma un nuevo gabinete.

### Inmigración y Unión Europea
El partido afirma que apoya la protección de la civilización europea y quiere el libre comercio entre las naciones europeas, pero se opone a la Unión Europea (UE) y la Eurozona. Pide la abolición de la zona euro, la retirada del acuerdo de Schengen y un referéndum sobre la pertenencia Países Bajos en la UE. El FvD también adopta un punto de vista nacionalista en el que se debe proteger la cultura neerlandesa. Por ejemplo, el partido está a favor de restablecer los controles fronterizos y poner fin a lo que percibe como inmigración masiva. También hace campaña contra la inmigración sin control, dice que introduciría una ley de protección de valores. El partido apoya la libertad de religión y pide un trato igual para todos los ciudadanos independientemente de su género, raza u orientación sexual, pero también está en contra de cualquier influencia adicional de la cultura islámica en la sociedad neerlandesa, apoya la represión de los matrimonios forzados o infantiles y quiere prohibir el Islam, los velos faciales y otros revestimientos faciales. El FvD también se opone a la financiación extranjera de escuelas e instituciones islámicas, y argumenta que todas las escuelas en los Países Bajos deberían suscribirse a los "valores judeocristianos". El FvD también establece que los inmigrantes que no deseen integrarse deben recibir incentivos para regresar a su país de origen y que, siempre que sea posible, los solicitantes de asilo deben ser procesados fuera de suelo neerlandés.

### Justicia penal
El partido pide una reforma del sistema de justicia neerlandesa, más fondos para la fuerza policial, penas más duras contra los condenados por delitos violentos y, cuando sea posible, que los inmigrantes no naturalizados declarados culpables de delitos graves sean deportados y juzgados en su país de origen.

### Políticas ambientales y sociales
FvD pide una legalización gradual de las drogas blandas, pero también apoya la reducción del número de coffee shops en las cercanías de las escuelas. El partido también pide una reducción en el uso de plástico, más apoyo a la economía agrícola, agricultura sostenible y leyes más estrictas contra la crueldad animal. En la primavera de 2019, el partido, respaldando una plataforma climática escéptica, hizo una intensa campaña contra las grandes inversiones estatales en energía renovable, lo que llevó a una victoria en las elecciones provinciales. Más tarde ese año, también apoyó las protestas de los agricultores neerlandeses contra la aplicación de la legislación sobre emisiones de nitrógeno.

### Sociedad y cultura
FvD defiende la alta cultura. Aboga por la protección de la cultura neerlandesa y "la música, el arte y el conocimiento clásicos europeos". Es crítico con la arquitectura moderna, y pide que tanto los nuevos edificios gubernamentales se construyan en un estilo neoclásico como una planificación de la ciudad que "se ajuste a una visión histórica". FvD también apoya el establecimiento de una comisión para proteger los monumentos históricos de la destrucción, quiere que Frysk se mantenga como segundo idioma estatal, pide que las escuelas enseñen sobre "cosas hermosas que Occidente ha producido" y apoya la entrada gratuita a los museos para todos los ciudadanos nerlandeses. Sin embargo, el partido también ha promovido planes para retirar fondos y privatizar el Nederlandse Publieke Omroep, una organización de radiodifusión pública neerlandesa.

## Controversias
Desde que se convirtió en activo en política, FvD ha provocado controversia, especialmente en lo que respecta a las acusaciones de racismo contra importantes políticos de la FvD, la FvD "adoctrinamiento de izquierda en la educación" línea directa. Muchas de estas controversias rodean al líder del partido Baudet.

## Resultados electorales

### Cámara de Representantes
| Elección | Lijsttrekker   | Votos   | %         | Escaños | +/–   | Gobierno  |
| -------- | -------------- | ------- | --------- | ------- | ----- | --------- |
| 2017     | Thierry Baudet | 187,162 | 1.8 (#13) | 2/150   | Nuevo | Oposición |
| 2021     | Thierry Baudet | 521,102 | 5.0 (#8)  | 8/150   | 6     | Oposición |
| 2023     | Thierry Baudet | 232,963 | 2.2 (#11) | 3/150   | 5     | Oposición |

### Senado
| Elección    | Votos                                                    | %                                                        | Escaños                                                  | +/–   | Gobierno  |
| ----------- | -------------------------------------------------------- | -------------------------------------------------------- | -------------------------------------------------------- | ----- | --------- |
| 2019        | 27,473                                                   | 15.87 (#1)                                               | 12/75                                                    | Nuevo | Oposición |
| Actualmente | 2/75 desertaron a JA218/75 desertaron a Grupo Otten 2/75 | 2/75 desertaron a JA218/75 desertaron a Grupo Otten 2/75 | 2/75 desertaron a JA218/75 desertaron a Grupo Otten 2/75 | 10    | Oposición |

### Municipal
| Elección | Municipalidad | Votos  | %    | Rango | Escaños | +/-   |
| -------- | ------------- | ------ | ---- | ----- | ------- | ----- |
| 2018     | Ámsterdam     | 20,015 | 5.77 | 8vo   | 3/45    | Nuevo |

### Provincial
| Elección    | 12 provincias en total | 12 provincias en total | 12 provincias en total | 12 provincias en total | 12 provincias en total | Involucrado en ejecutivos provinciales |
| Elección    | Votos                  | Porcentaje             | Rango                  | Escaños                | +/-                    | Involucrado en ejecutivos provinciales |
| ----------- | ---------------------- | ---------------------- | ---------------------- | ---------------------- | ---------------------- | -------------------------------------- |
| 2019        | 1,057,029              | 14.53                  | 1er                    | 86/570                 | Nuevo                  | 1/12                                   |
| Actualmente | 33/570                 | 33/570                 | 33/570                 | 33/570                 | 53                     | 0/12                                   |

| Provincias             | Escaños elegidos | Escaños actuales |
| ---------------------- | ---------------- | ---------------- |
| Zelanda                | 5/39             | 2/39             |
| Güeldres               | 8/55             | 5/55             |
| Overijssel             | 6/47             | 1/47             |
| Holanda Meridional     | 11/55            | 2/55             |
| Flevoland              | 8/41             | 1/41             |
| Utrecht                | 6/49             | 0/49             |
| Brabante Septentrional | 9/55             | 6/55             |
| Frisia                 | 6/43             | 5/43             |
| Drente                 | 6/41             | 2/41             |
| Groninga               | 5/43             | 3/43             |
| Limburgo               | 7/47             | 3/47             |
| Holanda Septentrional  | 9/55             | 3/55             |

### Parlamento Europeo
| Elección    | Lista                     | Votos                     | %                         | Escaños                   | +/– | Notas                |
| ----------- | ------------------------- | ------------------------- | ------------------------- | ------------------------- | --- | -------------------- |
| 2019        | Lista                     | 602,507                   | 10.96 (#4)                | 3/26                      | 3   | [ 66 ] [ 67 ] [ 68 ] |
| Actualmente | 0/26desertaron a JA213/26 | 0/26desertaron a JA213/26 | 0/26desertaron a JA213/26 | 0/26desertaron a JA213/26 | 3   |                      |

## Membresía del partido
| Año  | Afiliación |
| 2017 | 1,863      |
| 2018 | 22,884     |
| 2019 | 30,674     |
| 2020 | 42,794     |

## Organización

### Liderazgo
- Líder

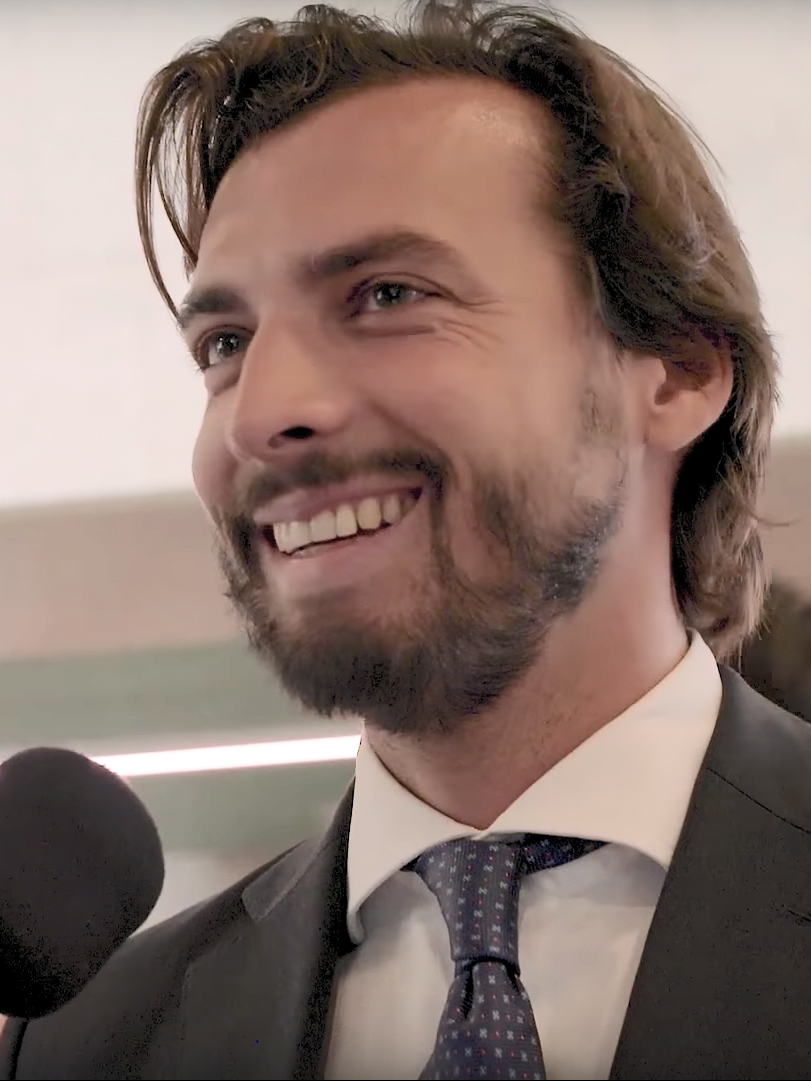
Thierry Baudet, Fundador y líder del partido.

  - Thierry Baudet (22 de septiembre de 2016 - presente)
- Presidente
  - Thierry Baudet (22 de septiembre de 2016 - 17 de enero de 2017; 25 de noviembre de 2017 - presente)
  - Paul Frentrop (interino; 17 de enero de 2017 - 24 de noviembre de 2017)
- Vicepresidente
  - Theo Hiddema (17 de enero de 2017 - presente)
- Líderes en la Cámara de Representantes
  - Thierry Baudet (23 de marzo de 2017 - presente)
- Lijsttrekker
  - Thierry Baudet (2017)